# Errobi
El riu Errobi es troba al País Basc del Nord, Iparralde, en occità es diu Niva i en francès, i oficialment, Nive.

## Geografia
Neix al peu de la muntanya Mendi Zar (1.323 m d'altitud), rep el nom basc d'Harpeko erreka. Transcorre pels territoris històrics bascos de la Baixa Navarra, i Lapurdi. Fa 78 km de llarg i la seva conca és de 1.030 km². A Donibane Garazi, capital de la Baixa Navarra, s'ajunten tres afluents al riu Errobi que es diuen: 
- Beherobia (el de més cabal),
- Laurhibar
- Arnegi

Al nord del poble d'Itsasu a l'entrada del territori de Lapurdi s'hi forma un congost. A Baiona s'uneix amb el riu Aturri.
Al riu Errobi s'hi practica la pesca del salmó i es fan esports d'aventura com el ràfting.

## Afluents principals
- Ezterrengibel
- Aldude
- Lakako
- Baztan
- Latsa

## Hidrologia
La conca del riu Errobi té una pluviometria important, amb una mitjana de 1.680 mm anuals. El règim del riu és pluvial, la neu hi té poca importància.
Basant-se en 42 anys de dades, obtingudes a l'estació d'aforament de cabal de Kanbo, (1967 a 2008. que comprenen el 85% de la conca total ha resultat un cabal mitjà de 30,2 m³ d'aigua per segon, amb els mesos d'estiu per sota de la mitjana anual.
Cabal per mesos en m³/s mesurat a Kanbo
Dades: de 1967 a 2008 
La crescuda més alta va ésser amb un cabal instantani de 745 m³/segon el desembre de 1994.